# Parco nazionale del Langtang
Il parco nazionale del Langtang è il quarto parco nazionale del Nepal ed è stato fondato nel 1976 come il primo parco nazionale himalayano. L'area protetta supera un range altitudinale di 6450 m e copre un'area di 1710 km² nei distretti di Nuwakot, Rasuwa e Sindhulpalchok della regione centrale dell'Himalaya comprendente 26 comitati di sviluppo del villaggio. A nord e a est è collegato con la riserva naturale nazionale di Qomolangma in Tibet. Il lago sacro di alta quota Gosainkunda rientra nel parco. Il lago Gosainkunda (4300 m) e la catena Dorje Lhakpa (6988 m) tagliano il parco da est-ovest a sud-est. La vetta del Langtang Lirung (7245 m) è il punto più alto del parco.
Il confine settentrionale e orientale del parco nazionale coincide con il confine internazionale con il Tibet. Il confine occidentale segue i fiumi Bhote Koshi e Trishuli. Il confine meridionale si trova 32 km a nord della valle di Katmandu.
Questa area protetta rientra sia nell'ecozona indomalese sia nell'ecozona paleartica.
Il parco nazionale del Langtang fa parte del sacro paesaggio himalayano.

## Storia
Nel 1970, l'approvazione reale designò l'istituzione del parco nazionale del Langtang come la prima area protetta dell'Himalaya. Il parco nazionale è stato fondato nel 1976 ed è stato ampliato da una zona cuscinetto di 420 km² nel 1998. Nell'ambito delle linee guida per la gestione delle aree cuscinetto, la conservazione delle foreste, della fauna selvatica e delle risorse culturali ha ricevuto la massima priorità, seguita dalla conservazione di altre risorse naturali e dallo sviluppo di energie alternative.

## Clima
Il clima del parco è dominato dal monsone estivo proveniente da sud-ovest. Le temperature variano notevolmente a causa dell'estrema differenza di altitudine nell'intera area. La maggior parte delle precipitazioni annuali si verifica da giugno a settembre. Da ottobre a novembre e da aprile a maggio, i giorni sono caldi e soleggiati e le notti fresche. In primavera, la pioggia si trasforma in neve ad un'altitudine di 3000 m. In inverno, da dicembre a marzo, i giorni sono limpidi e miti, ma le notti sono vicine allo zero.

## Vegetazione
Il parco presenta un'elevata diversità, composta da 14 tipi di vegetazione in 18 tipi di ecosistema, che vanno dalle foreste tropicali superiori ai 1000 m di altitudine fino alla macchia alpina e al ghiaccio perenne.